# ستانلي جاي واتس
ستانلي جاي واتس (بالإنجليزية: Stanley J. Watts)‏ هو نحات أمريكي، ولد في 1961 في مدينة سولت ليك في الولايات المتحدة.